# Iron River (Míchigan)
Iron River es una ciudad ubicada en el condado de Iron en el estado estadounidense de Míchigan. En el Censo de 2010 tenía una población de 3029 habitantes y una densidad poblacional de 173,08 personas por km².

## Geografía
Iron River se encuentra ubicada en las coordenadas 46°5′46″N 88°38′12″O / 46.09611, -88.63667. Según la Oficina del Censo de los Estados Unidos, Iron River tiene una superficie total de 17.5 km², de la cual 17.45 km² corresponden a tierra firme y (0.31%) 0.05 km² es agua.

## Demografía
Según el censo de 2010, había 3029 personas residiendo en Iron River. La densidad de población era de 173,08 hab./km². De los 3029 habitantes, Iron River estaba compuesto por el 96.27% blancos, el 0.23% eran afroamericanos, el 1.22% eran amerindios, el 0.3% eran asiáticos, el 0.07% eran isleños del Pacífico, el 0.23% eran de otras razas y el 1.68% pertenecían a dos o más razas. Del total de la población el 1.88% eran hispanos o latinos de cualquier raza.